# Arkham House
Arkham House är ett amerikanskt bokförlag som är specialiserat på skönlitteratur inom skräckgenren.
Arkham House grundades 1939 av August Derleth och Donald Wandrei. Bokförlaget gav ut de första hårdinbundna versionerna av H.P. Lovecrafts samlade verk och är känt för sin goda kvalitet av pärm och tryckning på sina böcker. Namnet är lånat från Lovecrafts påhittade stad Arkham.
Förutom Lovecrafts skönlitteratur har Arkham House även publicerat samlingar med hans brev till fans, vänner och familj. Bland annat var bokförlagets grundare Derleth och Wandrei två av dem som Lovecraft brevväxlade med.
Arkham House ger även ut böcker av skräckförfattare samtida med Lovecraft, bland andra Frank Belknap Long, Clark Ashton Smith, Robert Bloch och även Derleth själv. Även klassisk skräcklitteratur av författare som William Hope Hodgson, Algernon Blackwood och Sheridan Le Fanu, samt nyare författare i Lovecraft-skolan som Ramsey Campbell och Brian Lumley.
Efter Derleths bortgång har bokförlaget utökat med andra författare, bland andra science fiction- och fantasyförfattare som Michael Bishop, Lucius Shepard, Bruce Sterling, James Tiptree Jr. och J.G. Ballard.